# Егоров, Максим Борисович
Максим Борисович Егоров (род. 23 мая 1977, Горький) — российский государственный и политический деятель. Глава Тамбовской области с 20 сентября 2022 по 4 ноября 2024 года (врио 4 октября 2021 — 20 сентября 2022). Секретарь Тамбовского регионального отделения партии «Единая Россия» с 10 декабря 2021 года по 27 ноября 2024. 
Главный Государственный жилищный инспектор Российской Федерации с 11 декабря 2019 по 4 октября 2021. Государственный советник Российской Федерации 1-го класса.

## Биография
Родился 23 мая 1977 года в Горьком в семье рабочего и школьной учительницы.
В 1999 году окончил Волжскую государственную академию водного транспорта.
В 1999—2000 годах работал в отделе экономики, промышленности и планирования администрации Ленинского района Нижнего Новгорода.
С 2000 по 2005 год занимал различные должности в АООТ «Нижновэнерго», был экономистом 1-й категории, заместителем директора по экономике — начальником планово-экономического отдела.
В 2005—2015 годах был начальником отдела в управлении регулирования и контроля за ценообразованием в электроэнергетической отрасли, затем начальником управления регулирования электроэнергетической отрасли в Федеральной службе по тарифам.
С 2016 по 2018 год работал в представительстве правительства Тюменской области в Москве, был советником губернатора Тюменской области В. В. Якушева.
В июне — декабре 2018 года являлся советником министра строительства и жилищно-коммунального хозяйства РФ В. В. Якушева.
С 29 декабря 2018 года занимал пост заместителя министра строительства и жилищно-коммунального хозяйства.
Одновременно с 11 декабря 2019 года являлся главным государственным жилищным инспектором Российской Федерации. Курировал в министерстве вопросы реализации государственной политики по нормативно правовому регулированию в жилищно-коммунальной сфере, мониторинг и анализ состояния сферы ЖКХ, вопросы государственно-частного партнёрства в ЖКХ, капитального ремонта, ликвидации аварийного жилого фонда.
С марта 2019 года являлся членом наблюдательного совета Фонда содействия реформированию жилищно-коммунального хозяйства.
4 октября 2021 года указом Президента России Владимира Путина назначен временно исполняющим обязанности губернатора Тамбовской области «до вступления в должность лица, избранного Губернатором Тамбовской области». Избрание нового руководителя региона состоялось 11 сентября 2022 года.
В Единый день голосования 19 сентября 2021 года одержал победу на выборах губернатора, набрав 84,95 % голосов избирателей. Официально вступил в должность 20 сентября.
4 ноября 2024 года Егоров объявил о своей отставке с поста главы Тамбовской области.

## Уголовное дело
24 июля 2025 года Максим Егоров был задержан по подозрению в коррупции.

## Награды
Отмечен почётными грамотами президента и правительства РФ.

## Семья
Егоров женат, у него трое сыновей.

## Собственность и доходы
Согласно официальным данным, Егоров получал в 2020 году доход в размере 4,6 млн рублей. После назначения его главой Тамбовской области его доход увеличился почти в пять раз, в 2021 — 23,7 млн рублей.
Семья Егоровых владеет: двумя земельными участками площадью 861 и 2 тыс. квадратных метров, двумя жилыми домами, пятью квартирами, автомобилями Mercedes-Benz G-класса, Mercedes-Benz V-класса, мотовездеходом, двумя снегоболотоходами и двумя гидроциклами.
В рейтинге самых богатых губернаторов России за 2022 год занимал 10 место.

## Международные санкции
С июля 2022 года за поддержку войны России против Украины находится под санкциями Великобритании. С 15 декабря 2022 года находится под санкциями США.
19 августа 2022 года Егоров попал в санкционный список Канады «близких соратников режима, которые являются соучастниками агрессии российского режима против Украины».
19 октября 2022 года попал под санкции Украины как «глава государственного органа, осуществлявший поддержку/поощрение/публичное одобрение политики РФ, направленной на проведение военных действий и геноцид гражданского населения в Украине».
По аналогичным основаниям находится под санкциями Австралии и Новой Зеландии.